# Kungsörs kommun
Kungsörs kommun är en kommun i Västmanlands län i landskapen Södermanland och Västmanland. Centralort är Kungsör.
I den öst-västliga riktningen söder om Arbogaån löper en markant berggrundsförkastning genom kommunen. Norr om denna brant breder ett brett och uppodlat lerslättsområde ut sig, som sträcker sig till den inre delen av Mälaren. Här och var i slättlandskapet finns lövskogsklädda åkerholmar.
I Kungsörs kommun är den offentliga sektorn en stor arbetsgivare, med nästan hälften av den förvärvsarbetande befolkningen sysselsatt inom denna sektor. Tillverkningsindustrin dominerar inom industrisektorn.
Folkmängden har sedan kommunen bildades varit stabil med små variationer.
Socialdemokraterna har varit största parti i alla val, med oftast Moderaterna, Centerpartiet eller Sverigedemokraterna som näst största parti.

## Administrativ historik
Kommunens område motsvarar socknarna Björskog, Kung Karl, Kungs-Barkarö och Torpa, alla i Åkerbo härad. I dessa socknar bildades vid kommunreformen 1862 landskommuner med motsvarande namn. 
Kungsörs municipalsamhälle inrättades 7 april 1904 och upplöstes 1907 när Kungsörs köping bildades genom en utbrytning ur Kung Karls landskommun.
Vid kommunreformen 1952 uppgick alla landskommunerna i Kung Karls landskommun. 
Kungsörs kommun bildades vid kommunreformen 1971 av Kungsörs köping och Kung Karls landskommun. 
Kommunen ingick från bildandet till 2001 i Köpings domsaga för att från 2001 ingå i Västmanlands domsaga.

## Geografi

### Topografi och hydrografi
I den öst-västliga riktningen söder om Arbogaån skär en markant berggrundsförkastning genom kommunen. Norr om denna brant ligger ett brett och uppodlat lerslättsområde, som sträcker sig till den inre delen av Mälaren. Här och där i slättlandskapet står lövskogsklädda åkerholmar, och i detta område hittar man det speciella lövskogs- och ekhagslandskapet Kungs-Barkarö, som är unikt för området.
I söder, ovanför förkastningsbranten, breder ett småkuperat område med barrskog och moräntäcke ut sig. Den väldefinierade rullstensåsen Köpingsåsen sträcker sig i nord-sydlig riktning genom tätorten Kungsör och längs med Mälarens västra strand.
Nedan presenteras andelen av den totala ytan 2020 i kommunen jämfört med riket.
|  | Bebyggelse (6,5 %) |

|  | Skog (47,1 %) |

|  | Öppen myrmark (1,1 %) |

|  | Jordbruksmark (41,0 %) |

|  | Övrig mark (4,3 %) |

|  | Bebyggelse (3,1 %) |

|  | Skog (68,0 %) |

|  | Öppen myrmark (7,2 %) |

|  | Jordbruksmark (7,4 %) |

|  | Övrig mark (14,3 %) |

### Naturskydd
Ungefär 1,9 procent (1,9 procent av landytan)  av Kungsörs kommuns areal hade år 2019 skydd i form av naturreservat, naturvårdsområden, naturminnen och biotopskydd. Detta motsvarade 428 hektar. Bland naturreservat i Kungsörs kommun kan nämnas naturreservatet Stengärdet som inkluderar en del av Köpingsåsen samt en intilliggande granskog med urskogskaraktär. Stengärdet i sig är ett klapperstensfält på åskrönet, och reservatet har även strandvallar på åsens sluttningar. I granskogen finns klara källor med uppvällande grundvatten från åsen. Drottning Kristinas ridled passerar längs reservatets östra gräns.
Ett annat exempel är Skäret, en ekhage på moränholmar vid Arbogaåns norra strand, söder om Valskog. Buskskiktet domineras av hassel och en, och långvarig slåtterpåverkan märks genom förekomsten av svinrot. På de grovstammiga, delvis rötade ekarna växer bland annat den rödlistade oxtungsvampen. Betesmarkerna intill ån och öster om reservatet skapar ett variationsrikt område med stora strövytor.

### Administrativ indelning
Fram till 2016 var kommunen för befolkningsrapportering indelad i ett enda område, Kungsörs församling.

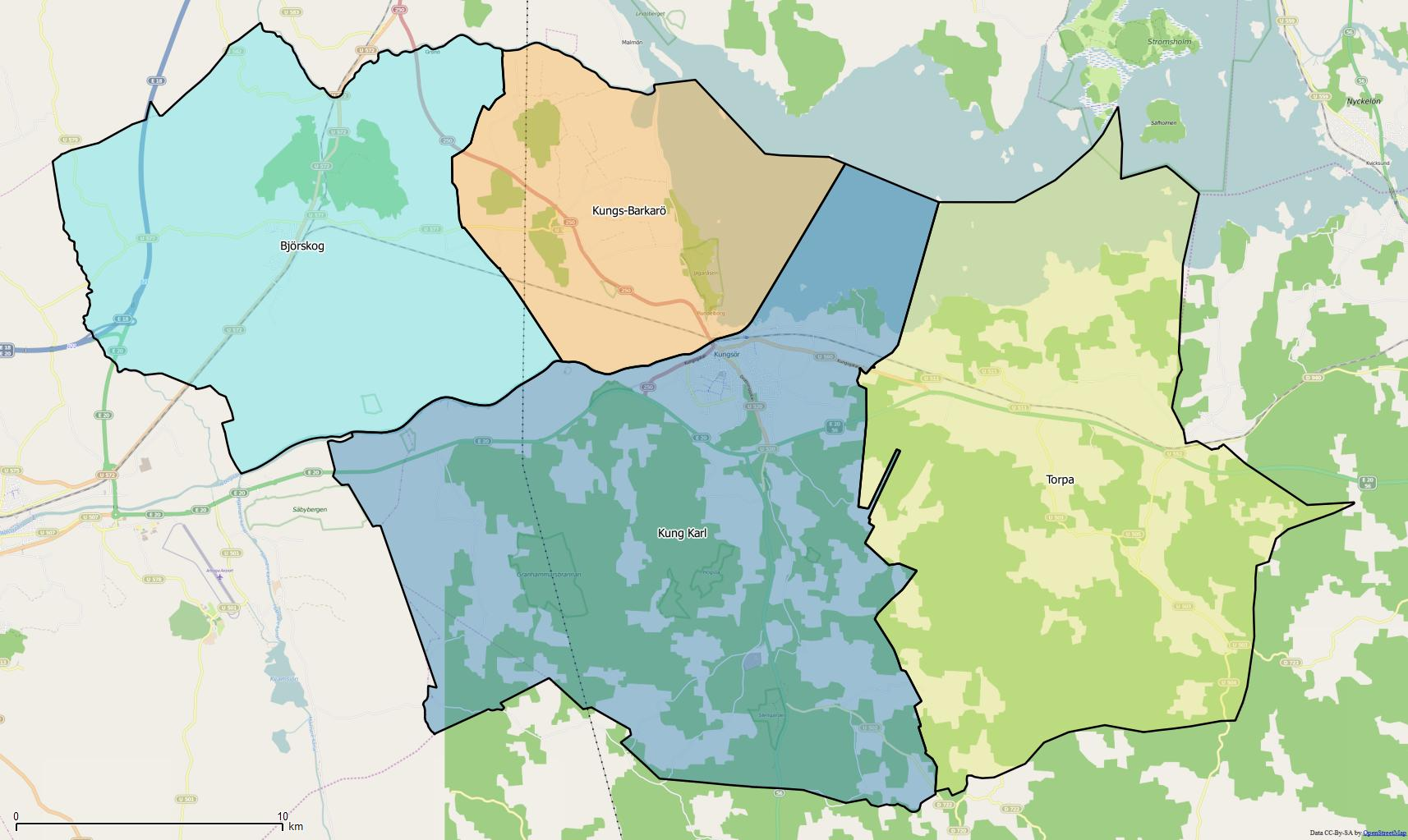
Distrikt (socknar) inom Kungsörs kommun

Från 2016 indelas kommunen istället i fyra distrikt, vilka motsvarar de tidigare socknarna: Björskog, Kung Karl, Kungs-Barkarö och Torpa.

### Tätorter
Vid Statistiska centralbyråns tätortsavgränsning den 31 december 2015 fanns det två tätorter i Kungsörs kommun. 
| Nr | Tätort  | Folkmängd |
| -- | ------- | --------- |
| 1  | Kungsör | 5 885     |
| 2  | Valskog | 693       |

Centralorten är i fet stil.

## Styre och politik

### Styre
Mandatperioden 2010–2014 styrdes kommunen av Socialdemokraterna i minoritet.  Erfarenheten av att styra i minoritet medförde att man efter valet 2014 istället satsade på en bred koalition bestående av Socialdemokraterna, Vänsterpartiet, Folkpartiet och Miljöpartiet. Socialdemokraterna menade att de genom detta skulle få "styrkan att ta de tunga besluten i en överenskommelse". Man meddelade att fokus skulle ligga på byggandet av en ny skola, förbättrad äldreomsorg och på "en försköning av orten". Trots erfarenheten av att styra i minoritet valde Socialdemokraterna en sådan lösning när de valde att samarbeta med Liberalerna och Vänsterpartiet under mandatperioden 2018–2022. Efter valet 2022 byttes Liberalerna ut mot Centerpartiet.

### Kommunfullmäktige

#### Presidium
| Presidium 2023–2026    | Presidium 2023–2026 | Presidium 2023–2026 |
| ---------------------- | ------------------- | ------------------- |
| Ordförande             | S                   | Per Strengbom       |
| Förste vice ordförande | S                   | Marita Pettersson   |
| Andre vice ordförande  | SD                  | Magnus Vidin        |

#### Mandatfördelning 1970–2022
| 2 | 23 | 10 | 7 | 3 |

| 34 | 11 |

| 2 | 22 | 11 | 6 | 4 |

| 35 | 10 |

| 2 | 21 | 12 | 6 | 4 |

| 33 | 12 |

| 2 | 21 | 10 | 5 |  | 6 |

| 29 | 16 |

| 2 | 19 |  | 8 | 3 | 6 |

| 26 | 13 |

| 2 | 18 |  | 7 | 4 | 7 |

| 24 | 15 |

| 2 | 19 | 2 | 6 | 5 | 5 |

| 23 | 16 |

|  | 15 | 2 | 4 | 5 | 4 | 2 | 6 |

| 23 | 16 |

| 2 | 18 | 2 |  | 2 | 4 | 2 |  | 7 |

| 23 | 16 |

| 4 | 15 | 2 |  | 2 | 4 | 2 | 3 | 6 |

| 21 | 18 |

| 3 | 17 | 7 | 4 | 3 | 5 |

| 19 | 20 |

| 2 | 15 |  | 8 | 3 | 2 | 8 |

| 21 |  | 17 |

| 2 | 13 |  | 2 | 4 | 7 |  | 9 |

| 18 | 21 |

| 2 | 14 | 2 | 5 | 5 | 3 |  | 7 |

| 18 | 21 |

| 2 | 11 | 6 | 4 | 2 |  | 5 |

| 14 | 17 |

| 2 | 11 | 7 | 3 |  | 2 | 5 |

| 14 | 17 |

### Nämnder

#### Kommunstyrelse
Kommunstyrelsen i Kungsörs kommun består av 11 ordinarie ledamöter. Till stöd för sitt arbete har kommunstyrelsen en egen förvaltning som går under namnet Kommunstyrelsens förvaltning.
Kommunstyrelsens ordförande och kommunstyrelsens 1:e vice ordförande är två av kommunens kommunalråd. Kommunstyrelsens 2:e vice ordförande är kommunens oppositionsråd.
| Presidium 2023–2026    | Presidium 2023–2026 | Presidium 2023–2026 |
| ---------------------- | ------------------- | ------------------- |
| Ordförande             | S                   | Mikael Peterson     |
| Förste vice ordförande | C                   | Madelene Fager      |
| Andre vice ordförande  | M                   | Stellan Lund        |

#### Lista över kommunstyrelsens ordförande
- Pelle Strengbom, Socialdemokraterna, 2003–2018[21]
- Mikael Peterson, Socialdemokraterna, 1 december 2018–[22]

Denna lista hämtas från Wikidata. Informationen kan ändras där.

#### Övriga nämnder
Ordförande för Socialnämnden samt ordförande för barn- och utbildningsnämnden tituleras kommunalråd.
| Nämnder 2022–2026            | Ordförande | Ordförande           | Förste vice ordförande | Förste vice ordförande | Andre vice ordförande | Andre vice ordförande |
| ---------------------------- | ---------- | -------------------- | ---------------------- | ---------------------- | --------------------- | --------------------- |
| Barn- och utbildningsnämnden | S          | Marie Norin-Junttila | C                      | Mats Rosén             | M                     | Bo Granudd            |
| Socialnämnden                | S          | Linda Söder-Jonsson  | S                      | Marita Pettersson      | M                     | Ronja Lund-Wall       |
| Valnämnden                   | S          | Inger Grindelid      | C                      | Gunnar Karlsson        | M                     | Hans Carlsson         |

### Vänorter
- Spydebergs kommun i Norge.

## Ekonomi och infrastruktur

### Näringsliv
I Kungsörs kommun är den offentliga sektorn en betydande arbetsgivare, med nästan hälften av den förvärvsarbetande befolkningen sysselsatt inom denna sektor. Inom industrisektorn är tillverkningsindustrin den dominerande branschen. Bland de ledande företagen i kommunen återfinns AB Strängbetong, som specialiserar sig på tillverkning av byggelement i betong, och Car-O-Liner Group AB, som fokuserar på tillverkning av riktbänkar för krockskadade bilar. Dessutom är Gnutti Carlo AB en betydande aktör inom tillverkning av precisionsdetaljer i stål och mässing.

### Infrastruktur

#### Transporter
Kommunen genomkorsas av Europavägarna 18 och 20 samt av riksväg 56.

## Befolkning

### Demografi

#### Befolkningsutveckling
Kommunen har 8 663 invånare (31 mars 2025), vilket placerar den på 239:e plats avseende folkmängd bland Sveriges kommuner.
| Befolkningsutvecklingen i Kungsörs kommun 1970–2020 | Befolkningsutvecklingen i Kungsörs kommun 1970–2020 | Befolkningsutvecklingen i Kungsörs kommun 1970–2020 | Befolkningsutvecklingen i Kungsörs kommun 1970–2020 | Befolkningsutvecklingen i Kungsörs kommun 1970–2020 |
| --------------------------------------------------- | --------------------------------------------------- | --------------------------------------------------- | --------------------------------------------------- | --------------------------------------------------- |
|                                                     |                                                     |                                                     |                                                     |                                                     |
| År                                                  |                                                     |                                                     | Folkmängd                                           |                                                     |
| 1970                                                | 1970                                                |                                                     | 8 200                                               |                                                     |
| 1975                                                | 1975                                                |                                                     | 8 279                                               |                                                     |
| 1980                                                | 1980                                                |                                                     | 8 606                                               |                                                     |
| 1985                                                | 1985                                                |                                                     | 8 322                                               |                                                     |
| 1990                                                | 1990                                                |                                                     | 8 472                                               |                                                     |
| 1995                                                | 1995                                                |                                                     | 8 365                                               |                                                     |
| 2000                                                | 2000                                                |                                                     | 8 148                                               |                                                     |
| 2005                                                | 2005                                                |                                                     | 8 303                                               |                                                     |
| 2010                                                | 2010                                                |                                                     | 8 089                                               |                                                     |
| 2015                                                | 2015                                                |                                                     | 8 343                                               |                                                     |
| 2020                                                | 2020                                                |                                                     | 8 745                                               |                                                     |

## Kultur

### Kulturarv
Kungsör har fyra gamla och mycket väl bevarade kyrkor, en i varje kyrkosocken i kommunen.
Kung Karls Kyrka uppfördes mellan åren 1690 och 1694. Arkitekt var Nicodemus Tessin d.y. Kyrkan betalades helt och hållet av Kung Karl XI. Den är i barockstil, korsformig med centralplan och kupol, byggd i murverk av tegel med putsad fasad. Fristående klockstapel med två klockor. Kyrkan är unik på så vis att den är en av mycket få välbevarade kyrkor i världen byggd med en korsformig placering och uppförande där varje utlöpande byggnadsformation/korsdel är placerad i respektive väderstreck Norr-Söder-Väster-Öster.
Kungs-Barkarö kyrka uppfördes omkring år 1300, men den spånklädda tornspiran kom till först på 1600-talet. Arkitekten är okänd. Byggnadstypen är långhus av murverk (gråsten).
Björskogs kyrka är uppförd i etapper mellan åren 1200 och 1807 (har mycket komplicerad byggnadshistoria). Arkitekten är okänd. Byggnadsstilen är nyklassicism, och kyrkan är treskeppig (från början enskeppig), byggd i murverk med putsad fasad. Den har en dopfuntsfot av granit från 1100-talet.
Torpa kyrka, vars kor och sakristia uppfördes åren 1075–1149, medan långhuset uppfördes 1300–1499 och vapenhuset 1450–1499, är en tvåskeppig hallkyrka med rak altarvägg. Den är byggd i putsat murverk med sadeltak täckt av järnplåt. Kyrkan har en lång och intressant historia och är delvis betydligt äldre än själva orten Kungsör som den numera tillhör. Den har målningar från minst sex epoker; även bysantinska målningar har påträffats.

### Kommunvapen
Blasonering: Sköld delad av blått, vari en krona av guld, och silver, vari en av vågskuror bildad blå bjälke, överlagd med en stolpvis ställd röd kavle. 
Vapnet, som fastställdes för Kungsörs köping 1941, syftar på en tolkning av ortnamnet som "konungarnas vadställe". Kronan avser tre konungar Karl. Efter kommunbildningen registrerades vapnet i PRV år 1974. Sammanläggningsdelen Kung Karl saknade vapen.